# Oktagon 39
Oktagon 39 bude první MMA (mixed martial arts) turnaj pořádáný organizací Oktagon MMA v roce 2023 a vůbec první turnaj této organizace konající se v bavorském Mnichově. Turnaj se uskuteční v sobotu 11. února 2023 a místem konání bude mnichovská hala Audi Dome. 

## Místo konání
Poprvé v historii organizace Oktagon MMA se galavečer uskuteční v mnichovské Audi Dome aréně s maximální kapacitou 7 200 návštěvníků, která byla otevřena v roce 1972, při příležitosti Letních olympijských her. 
| Mnichov                  | Mnichov Mnichov, Německo |
| ------------------------ | ------------------------ |
| Audi Dome Kapacita: 7200 | Mnichov Mnichov, Německo |
|                          | Mnichov Mnichov, Německo |

## Účastníci turnaje Oktagon 39
Přehled jednotlivých bojovníků, jejichž start na turnaji byl potvrzen samotnou organizací. 
| Bojovník                   | Země               | Statistiky v MMA (prof. úroveň ) před turnajem (aktualizováno 11. února 2023) | Statistiky v MMA (prof. úroveň ) před turnajem (aktualizováno 11. února 2023) | Statistiky v MMA (prof. úroveň ) před turnajem (aktualizováno 11. února 2023) | Statistiky v MMA (prof. úroveň ) před turnajem (aktualizováno 11. února 2023) | Pozn.  |
| Bojovník                   | Země               | Zápasy                                                                        | Vítězství                                                                     | Porážky                                                                       | Remízy                                                                        | Pozn.  |
| -------------------------- | ------------------ | ----------------------------------------------------------------------------- | ----------------------------------------------------------------------------- | ----------------------------------------------------------------------------- | ----------------------------------------------------------------------------- | ------ |
| Losene Keita               | Belgie             | 9                                                                             | 9                                                                             | 0                                                                             | 0                                                                             | [ 4 ]  |
| Samuel Bark                | Švédsko            | 9                                                                             | 8                                                                             | 1                                                                             | 0                                                                             | [ 5 ]  |
| Christian Jungwirth        | Německo            | 18                                                                            | 12                                                                            | 6                                                                             | 0                                                                             | [ 6 ]  |
| Neves Denilson de Oliveira | Brazílie           | 26                                                                            | 17                                                                            | 9                                                                             | 0                                                                             | [ 7 ]  |
| Alexander Poppeck          | Německo            | 19                                                                            | 15                                                                            | 4                                                                             | 0                                                                             | [ 8 ]  |
| Martin Zawada              | Německo            | 47                                                                            | 29                                                                            | 17                                                                            | 1                                                                             | [ 9 ]  |
| Ronald Paradeiser          | Slovensko          | 23                                                                            | 15                                                                            | 8                                                                             | 0                                                                             | [ 10 ] |
| Vlado Sikic                | Chorvatsko         | 13                                                                            | 11                                                                            | 1                                                                             | 1                                                                             | [ 11 ] |
| Cem Kuyumcuoglu            | Turecko            | 0                                                                             | 0                                                                             | 0                                                                             | 0                                                                             | [ 12 ] |
| Vladimír Lengál            | Česko              | 3                                                                             | 2                                                                             | 1                                                                             | 0                                                                             | [ 13 ] |
| Héctor Lombard             | Kuba               | 48                                                                            | 34                                                                            | 10                                                                            | 1                                                                             | [ 14 ] |
| Marek Bartl                | Česko              | 22                                                                            | 10                                                                            | 12                                                                            | 0                                                                             | [ 15 ] |
| Kevin Hangs                | Německo            | 14                                                                            | 8                                                                             | 6                                                                             | 0                                                                             | [ 16 ] |
| Rafael Xavier              | Brazílie           | 17                                                                            | 11                                                                            | 6                                                                             | 0                                                                             | [ 17 ] |
| Vlasto Čepo                | Slovensko          | 13                                                                            | 11                                                                            | 2                                                                             | 0                                                                             | [ 18 ] |
| Pavol Langer               | Slovensko          | 18                                                                            | 9                                                                             | 9                                                                             | 0                                                                             | [ 19 ] |
| Lucas Cruz                 | Brazílie           | 10                                                                            | 8                                                                             | 2                                                                             | 0                                                                             | [ 20 ] |
| Tayo Odunjo                | Spojené království | 6                                                                             | 4                                                                             | 2                                                                             | 0                                                                             | [ 21 ] |
| Hatef Moeil                | Německo            | 17                                                                            | 13                                                                            | 4                                                                             | 0                                                                             | [ 22 ] |
| Wallyson Carvalho          | Brazílie           | 20                                                                            | 13                                                                            | 7                                                                             | 0                                                                             | [ 23 ] |

## Fightcard a výsledky
| Hlavní karta | Hlavní karta     | Hlavní karta        | Hlavní karta               | Hlavní karta    | Hlavní karta | Hlavní karta | Hlavní karta |
| Typ zápasu   | Váhová kategorie | Vítěz               | Poražený                   | Metoda ukončení | Počet kol    | Čas          | Poznámky     |
| ------------ | ---------------- | ------------------- | -------------------------- | --------------- | ------------ | ------------ | ------------ |
| Oktagon MMA  | Velterová        | Christian Jungwirth | Neves Denilson de Oliveira | DEC             | 3            | 5:00         | [ 24 ]       |
| Oktagon MMA  | Polotěžká        | Alexander Poppeck   | Martin Zawada              | DEC             | 3            | 5:00         | [ 25 ]       |
| Oktagon MMA  | Pérová           | Losene Keita        | Samuel Bark                | TKO             | 3            | 0:30         | [ 26 ]       |
| Oktagon MMA  | Polotěžká        | Pavol Langer        | Rafael Xavier              | DEC             | 3            | 5:00         | [ 27 ]       |
| Oktagon MMA  | Lehká            | Ronald Paradeiser   | Vlado Sikic                | TKO             | 2            | 2:08         | [ 28 ]       |
| Oktagon MMA  | Velterová        | Hatef Moeil         | Wallyson Carvalho          | DEC             | 3            | 5:00         | [ 29 ]       |

| PRELIMS karta | PRELIMS karta    | PRELIMS karta   | PRELIMS karta   | PRELIMS karta   | PRELIMS karta | PRELIMS karta | PRELIMS karta |
| Typ zápasu    | Váhová kategorie | Vítěz           | Poražený        | Metoda ukončení | Počet kol     | Čas           | Poznámky      |
| ------------- | ---------------- | --------------- | --------------- | --------------- | ------------- | ------------- | ------------- |
| Box           | 96,5 kg          | Vlasto Čepo     | Héctor Lombard  | DEC - Remíza    | 3             | 3:00          | [ 30 ]        |
| Oktagon MMA   | Pérová           | Vladimír Lengál | Cem Kuyumcuoglu | TKO             | 2             | 4:13          | [ 31 ]        |
| Oktagon MMA   | Velterová        | Marek Bartl     | Kevin Hangs     | TKO             | 1             | 2:02          | [ 32 ]        |
| Oktagon MMA   | Velterová        | Lucas Cruz      | Tayo Odunjo     | DEC             | 3             | 5:00          | [ 33 ]        |